# Anthurium schlechtendalii
Anthurium schlechtendalii är en kallaväxtart som beskrevs av Carl Sigismund Kunth. Anthurium schlechtendalii ingår i släktet Anthurium och familjen kallaväxter.

## Underarter
Arten delas in i följande underarter:
- A. s. jimenezii
- A. s. schlechtendalii